# Centistidea immitis
Centistidea immitis är en stekelart som beskrevs av Wu och Chen 2000. Centistidea immitis ingår i släktet Centistidea och familjen bracksteklar. Inga underarter finns listade.